# الحسينية (الحديدة)

تعديل مصدري - تعديل

الحسينية هي مدينة بمحافظة الحديدة اليمنية، بلغ تعداد سكانها 10872 نسمة حسب الإحصاء الذي أجري عام 2004.